# Gmina Poland (Iowa)

Położenie Gminy Poland w hrabstwie Buena Vista

Gmina Poland (ang. Poland Township) – gmina w USA, w stanie Iowa, w hrabstwie Buena Vista. Według danych z 2000 roku gmina miała 529 mieszkańców.